# 萧荣昌
萧荣昌（1918年—2012年），男，江西吉安人，中华人民共和国军事人物，中国人民解放军少将，曾任中国人民解放军总参谋部三部副部长。